# بوبي فيلدر
بوبي فيلدر (بالإنجليزية: Bobby Felder)‏ هو لاعب كرة قدم أمريكية أمريكي، ولد في 23 سبتمبر 1990 في ماكومب في الولايات المتحدة.

## وصلات خارجية
- بوبي فيلدر على موقع مرجع كرة القدم المحترفة.كوم (الإنجليزية)